# Vuohisaari (ö i Urais, Iso-Uurainen)
Vuohisaari är en ö i Finland. Den ligger i sjön Iso-Uurainen och i kommunen Urais i den ekonomiska regionen  Jyväskylä  och landskapet Mellersta Finland, i den centrala delen av landet, 260 km norr om huvudstaden Helsingfors. Öns area är 0,5 hektar och dess största längd är 120 meter i sydöst-nordvästlig riktning.